# Lagorce (Ardèche)

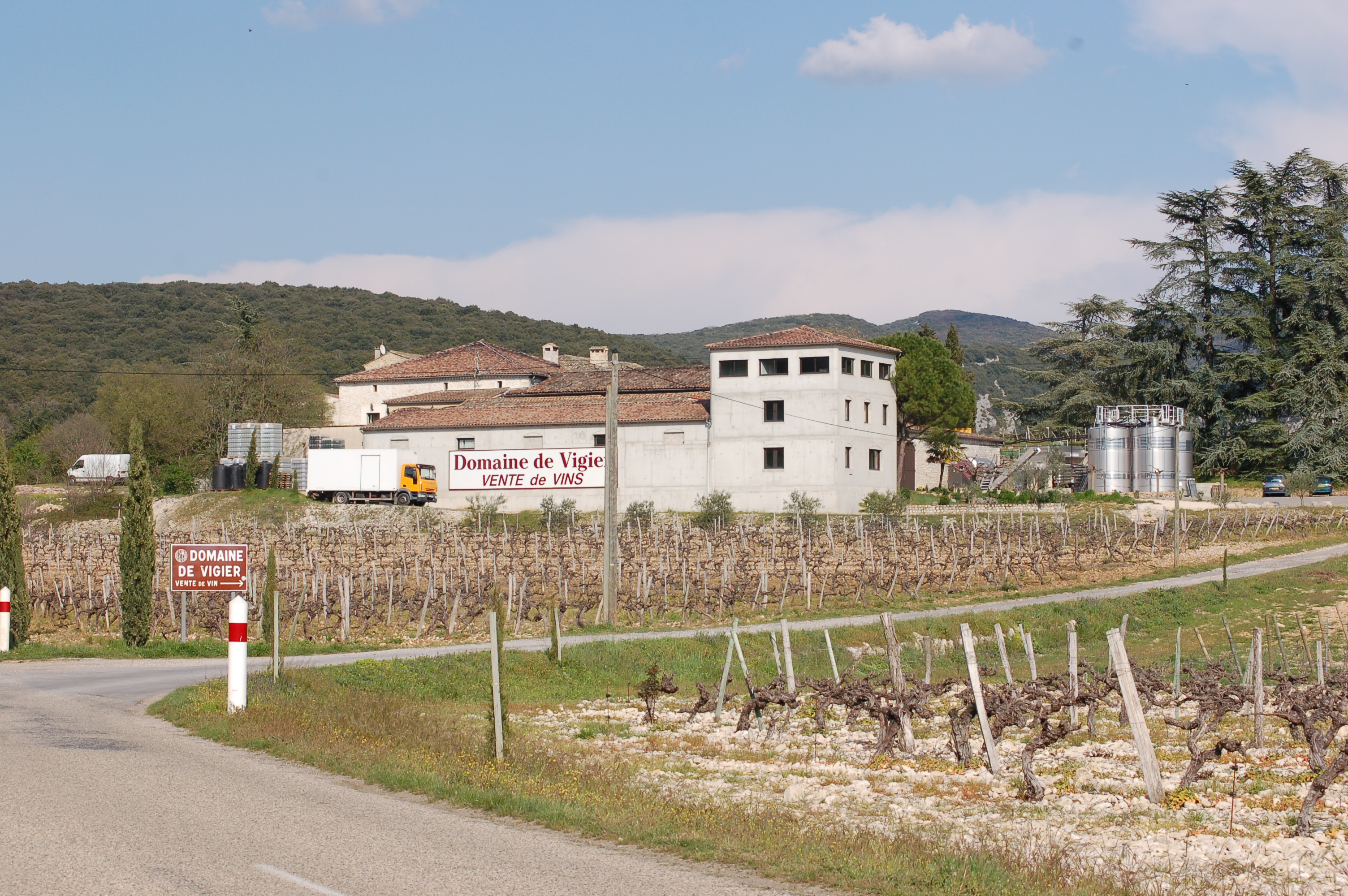
Wytwórnia wina (2010)

Lagorce – miejscowość i gmina we Francji, w regionie Owernia-Rodan-Alpy, w departamencie Ardèche.
Według danych na rok 1990 gminę zamieszkiwało 706 osób, a gęstość zaludnienia wynosiła 10 osób/km² (wśród 2880 gmin regionu Rodan-Alpy Lagorce plasuje się na 976. miejscu pod względem liczby ludności, natomiast pod względem powierzchni na miejscu 33.).